# The Widow (serial telewizyjny)
The Widow – brytyjski serial telewizyjny wyprodukowany przez Two Brothers Pictures oraz Film Afrika (South Africa production services), który jest koprodukcją ITV oraz Amazon Studios. Twórcami serialu są Harry Williams i Jack Williams. Serial „The Widow” został w całości udostępniony na platformie Amazon od 1 marca 2019 roku, a następnie był emitowany od 8 kwietnia 2019 przez ITV.
Serial opowiada o Georgii Wells, która po śmierci męża zrywa wszystkie kontakty ze znajomymi. Kobieta podczas oglądania wiadomości widzi swojego „zmarłego męża”. Georgia chce go odnaleźć za wszelką cenę.

## Obsada
- Kate Beckinsale jako Georgia Wells
- Charles Dance jako Martin Benson
- Alex Kingston jako Judith Gray
- Babs Olusanmokun jako General Azikiwe
- Shalom Nyandiko jako Adidja
- Luiana Bonfim jako Gaëlle Kazadi
- Louise Brealey jako Beatrix
- Ólafur Darri Ólafsson jako Ariel
- Howard Charles jako Tom
- Réginal Kudiwu jako Djamba
- Jacky Ido jako Emmanuel
- Matthew Le Nevez jako Will
- Matthew Gravelle jako Joshua

## Odcinki
| Nr | Tytuł                  | Reżyseria      | Scenariusz                    | Premiera w Amazon Studios |
| -- | ---------------------- | -------------- | ----------------------------- | ------------------------- |
| 1  | Mr. Tequila            | Sam Donovan    | Harry Williams, Jack Williams | 1 marca 2019              |
| 2  | Green Lion             | Sam Donovan    | Harry Williams, Jack Williams | 1 marca 2019              |
| 3  | The Survivors          | Sam Donovan    | Harry Williams, Jack Williams | 1 marca 2019              |
| 4  | Violet                 | Sam Donovan    | Harry Williams, Jack Williams | 1 marca 2019              |
| 5  | Poteza                 | Olly Blackburn | Harry Williams, Jack Williams | 1 marca 2019              |
| 6  | The Spider and the Web | Olly Blackburn | Harry Williams, Jack Williams | 1 marca 2019              |
| 7  | Will                   | Olly Blackburn | Harry Williams, Jack Williams | 1 marca 2019              |
| 8  | Nigel                  | Olly Blackburn | Harry Williams, Jack Williams | 1 marca 2019              |

## Produkcja
16 marca 2017 ITV oraz Amazon Studios zamówiły serial od twórców serialu Zaginiony Harry'ego i Jacka Williamsów. Na początku stycznia 2018 ogłoszono, że tytułową rolę zagra Kate Beckinsale.